# Brytta
Brytta Léofa es un personaje ficticio que pertenece al legendarium creado por el escritor británico J. R. R. Tolkien y cuya historia es contada en los apéndices de la novela El Señor de los Anillos. Fue el undécimo rey de Rohan, hijo de Fréaláf, se convirtió en rey tras su muerte en 2798 T. E.

## Historia
Durante su reinado Rohan todavía estaba recuperándose de las guerras contra los dunlendinos y las hostilidades se mantuvieron en el borde oeste.
Además de los conflictos con los dunlendinos se descubrió un nuevo problema: la Guerra de Enanos y Orcos había causado que una gran cantidad de orcos huyera de las Montañas Nubladas a las Montañas Blancas al sur de Rohan. Brytta peleó por expulsar a estos orcos y, cuando él murió, se creía que ya no quedaba ninguno de ellos.
Para cuando murió, la mayoría de los orcos habían sido aniquilados, pero aún quedaban algunos que no habían sido eliminados y seguían siendo una amenaza en el futuro
Brytta continuó la política de su padre de ayudar a los que lo necesitaban, ganándose así el nombre Léofa, que significa «bienamado» en rohírrico.
Reinó por 44 años y fue sucedido por su hijo Walda tras su muerte en 2842 T. E.